# Estadio René Serge Nabajoth
El Estadio René Serge Nabajoth (en francés: Stade René Serge Nabajoth) es un estadio de usos múltiples en Les Abymes, una localidad de Guadalupe un territorio dependiente de Francia en las Antillas Menores. Actualmente se utiliza sobre todo para los partidos de fútbol. El estadio tiene capacidad para 7.500 personas. Actualmente, es el estadio del equipo de fútbol "nacional" de Guadalupe. René-Serge Nabajoth era un alcalde anterior de la comuna de Les Abymes.